# 詹天眼
詹天眼（1908年—？），原名金源，天眼為其字，號玄靖，廣東省潮陽縣人。玄學家，報人，慈善家。

## 生平
1923年于汕頭創辦《天聲日報》。曾就讀于潮陽四序小學，汕頭東山中學、廣州市民大學。後於廣州創辦《宏道日報》，為兩報社之東主，並為社長兼主筆。陳濟棠優禮相徵，多番謝絕難辭陳公全力相挺治平策略之盛情，而任陳濟棠兩廣總督府參謀長，并兼任廣東省東區少將視察專員，輔佐督府主政兩廣軍事、經濟、教育、民政、治安等要務，誠助六載民安德盛，廣東郅治有據有憑，後隨主帥隱退，棄政從藥并繼續潛究玄學。
於對日抗戰時期，偕同家人避難移居香港，開始從事貿易生意，開創潮州公司經營土特產貿易，後於九龍開辦德春堂與天春堂兩連鎖店，專營中藥與成藥。1945-1951出選九龍塘村街坊福利會會長，為地區市民服務及代表市民代表予港府做溝通橋梁，盡其終生為民服務，並致力奉獻於宗教揚善之舉。
1930年起任匯兌公所顧問，存心善堂總理等。為潮汕善堂界知名人士，＂潮汕各善堂保存大峰祖師代表大會＂主席、棉安善堂潮汕念佛社總理、存心善堂潮汕念佛社董事。
陳濟棠時期被聘為陳氏幕僚，任陳濟棠兩廣總督府參謀長，於陳濟棠治粵時期，創辦廣東仁愛善堂及中西留醫院、贈醫贈藥所、育嬰院、救護隊等醫護救助福利設施、倡辦基礎教育、興建學校多達400餘所，發行《仁愛》旬刊于廣州，經濟貿易為全國第一，建立全國第一支先進消防車隊，等等民生建樹堪稱全國第一，為廣東省之黃金六年，地方鄉民耆老憶念猶存迄今。
存心先人詹天眼 （页面存档备份，存于）http://www.cxst.org/xxinfos.asp?id=139 （页面存档备份，存于）

## 家族
詹天眼，潮州詹氏壹拾世祖仰唐公次子金源。

## 著述
著作有『天眼文存第一輯』『天眼文存第二輯』『消彌世界三大紛爭』『却病延年捷訣』『金剛經正解』『道德經正解』『地理闡秘』『青年修養門徑』『大同歌』『覺經』『人經』『勸世歌』『治平策畧』『武備』等等諸多著作，而諸多著作印製完畢後，皆已分送流散，未留存手稿，也無自留收藏出版書。